# Antonino (album)
Antonino è il primo album del cantante italiano Antonino Spadaccino. È stato pubblicato dall'etichetta discografica Sony Music il 7 aprile 2006, a cinque mesi di distanza dall'uscita di Ce la farò, il primo singolo dell'artista che ha raggiunto la posizione numero 3 della classifica italiana dei singoli. L'album ha invece raggiunto la posizione numero 37 della classifica dei più venduti in Italia.
Nel 2006 sono stati estratti altri due singoli: Un ultimo brivido e Nel mio segreto profondo.
L'album è stato prodotto da Mario Lavezzi.

## Tracce
1. Nel mio segreto profondo
2. Mai
3. In una stanza di hotel
4. Vorrei
5. Ce la farò
6. Per farmi un po' desiderare
7. Arrivi silenziosa
8. Danza
9. Perché dovrei
10. Un ultimo brivido
11. E penso a te

## Classifiche
| Classifica (2006) | Posizione massima |
| ----------------- | ----------------- |
| Italia            | 37                |